# 神風1945
《神風1945》（日语：俺は、君のためにこそ死ににいく）是一部于2007年5月12日上映的日本电影作品。

## 概要
石原慎太郎（上映时任第16任東京都知事）担任本片的总监制和编剧，窪塚洋介等主要演员参演，成为役所廣司之子橋本一郎的出道作。影片的总制作费为18亿日元，票房收入为10.8亿日元，在2007年度日本电影票房榜中排名第29位（2007年全国电影概况：日本电影制作者联盟）。

## 劇情
1945年，太平洋战争末期，残酷却美好的青春曾经存在。也有一位女性用心拥抱着这些青年。
昭和19年，面对太平洋战争中日益不利的局面，日本军队为阻止以美军为首的盟军在菲律宾的登陆作战，试图扭转战局，作为最后的手段，海军组建了神风特攻队，这是一支使用战斗机和舰上轰炸机等军用飞机装载炸弹，对敌舰进行自杀式攻击的部队。在与海军的激烈竞争中，陆军也不甘示弱，组建了“特号部队”。
然而，菲律宾仍然失守，到了昭和20年春，盟军登陆沖繩。为了死守冲绳，日本军队从各地的机场派遣特攻队。在陆军最大的特攻基地——鹿儿岛的知览机场（川邊郡知覽町，现为南九州市），振武队的493名青年从这里起飞，直到战争结束。影片透过曾在大刀洗飞行学校知览教育队接受飞行训练的坂东少尉、受到飞行兵们如母亲般敬仰的鸟滨富及其女儿礼子的视角，描绘了成为特攻队员的青年们的故事。

## 花絮
影片取材自特攻队员与鸟滨富之间的真实交流，石原慎太郎以其爱国言行频繁引发话题，他不仅担任本片的总监制，还亲自执笔剧本（石原曾与鸟滨富生前有过交流，根据她讲述的特攻队员的故事，加入虚构内容编写剧本）。因此，影片在制作前就曾引发争议，有人认为该片美化太平洋战争、带有右翼色彩，受到了左翼的批评，而右翼和保守派则对此表示称赞。
井筒和幸在影片上映前便称其为“美化战争的电影”等，甚至在未看过影片的情况下进行了批评。对此，参演者窪塚洋介在电影发布会上反驳道：“请看完影片后再评论。我认为那些看完这部电影后还说它美化战争的人是傻瓜，应该再看一遍。在看之前就发表评论的人也是傻瓜。虽然人们常说左右之分，但鸟类没有双翼是无法飞翔的，我每天都带着这样的想法生活着。”导演新城卓也表示：“希望大家在看过电影后再发表评论，这才是彼此的礼仪和规则。作为表演的发言不久就会回到本人身上。我来自沖繩，來到東京以后才听过国歌。如果你要称我是右翼，那随便吧。我只是如实描绘了史实。”此外，井筒还对石原表示：“作为电影界的前辈，我希望他能先来看我的电影，之后我也会去看他的。”
本片获得了2007年度文春酸莓奖第8名。

## 演员
鳥濱富 - 岸惠子
经营着知覽商店街的富屋食堂。
板東勝次 - 窪塚洋介
陸軍少尉，留下父亲、妹妹和弟弟参军。参加特攻后幸存，随后与中西队再次参与特攻，最终被敌机击落在无人岛，幸存后与家人团聚。
中西正也 - 德重聪
少尉，第71振武队中西队队长。参加特攻时被敌机击晕，战后幸存。
河合惣一 - 中村友也（中村倫也）
軍曹，第71振武队中西队队员。19岁时在特攻中牺牲，其原型是真实的特攻队员宫川三郎。
田端絋一 - 筒井道隆
少尉，第47振武队荒木队队员。其原型为真实的川崎涉少尉，但结局略有不同。
金山 - 前川泰之
少尉，第47振武队荒木队队员，朝鲜人。其原型为真实的朝鲜人特攻队员卓庚铉。
鳥濱美阿子 - 胜野雅奈惠
鸟滨富的长女。
鳥濱礼子 - 多部未華子
鸟滨富的次女，曾是知览高等女学校知览机场奉献队的一员。真实历史中，她并非参与特攻队，而是负责掩护特攻队的任务。
加藤 - 渡边大
伍長，第47振武队荒木队队员。
石倉 - 宮下裕治
伍長，第71振武队中西队队员。
安部 - 木村昇
少尉，第35振武队安部队队长。
荒木 - 田中伸一
少尉，第47振武队荒木队队长。
松本 - 蓮ハルク
軍曹，第47振武队荒木队队员。
大島茂夫 - 古畑勝隆
伍長，第71振武队中西队队员。
久野 - 松尾諭
軍曹，第71振武队中西队队员。
憲兵大尉 - 中原丈雄
川口 - 遠藤憲一
少佐，第6航空军参谋，司令部派遣至当地战斗指挥所的参谋。
東 - 勝野洋
大佐，第6飞行团团长。该角色原型是当地指挥官今津正光大佐，但也包含了参谋菅原道大的要素，同时也描绘了福冈第6航空军司令部的场景。
关行男 - 的場浩司
海軍大尉，第301战斗飞行分队长。
大西瀧治郎 - 伊武雅刀
海軍中将，第1航空舰队司令长官，最早发布特攻作战命令的人。
鶴田一枝 - 中越典子
女子挺身隊的一员。
鶴田正造 - 石橋蓮司
一枝的父亲。
板東寿子 - 樱井幸子
板東勝次的妹妹。
板東真太次 - 寺田農
板東勝次的父亲。
板東秀次 - 大岛捷稔
板東勝次的弟弟。
田端良子 - 戶田菜穗
田端絋一的未婚妻。
田端由藏 - 江守徹
田端絋一的父亲。
河合惣一的母亲 - 宮崎美子
大岛的祖父 - 長門裕之
经营着一家番薯糖店铺。